# Michael Saruni
Michael Saruni (Eldama Ravine, 18 juni 1995) is een Keniaans atleet  die is gespecialiseerd in de 800 m. Hij nam eenmaal deel aan de Olympische Spelen en won hierbij geen medaille.

## Biografie
In 2021 nam Saruni deel aan de uitgestelde Olympische Spelen van 2020 in Tokio. Dankzij een tweede plaats in zijn reeks kon Saruni zich kwalificeren voor de halve finale van de 800 meter. In deze halve finale eindigde Saruni op de zesde plaats waarmee hij zich niet kon kwalificeren voor de finale.

## Persoonlijke records

### Outdoor
| Afstand | Prestatie | Datum         | Plaats       |
| ------- | --------- | ------------- | ------------ |
| 400 m   | 45,42 s   | 7 april 2018  | Albuquerque  |
| 600 m   | 1.18,06   | 30 juli 2020  | Prairie View |
| 800 m   | 1.43,25   | 28 april 2018 | Tucson       |
| 1500 m  | 3.45,84   | 10 april 2021 | Miramar      |

### Indoor
| Afstand | Prestatie                        | Datum            | Plaats      |
| ------- | -------------------------------- | ---------------- | ----------- |
| 600 m   | 1.14,79                          | 19 januari 2018  | Albuquerque |
| 800 m   | 1.43,98 (nat. rec., Afrik. rec.) | 9 februari 2019  | New York    |
| Mijl    | 4.03,32                          | 19 februari 2017 | Birmingham  |

## Belangrijkste resultaten

### 800 m
Kampioenschappen
- 2017: DNS in series WK
- 2021: 6e in ½ fin. OS - 1.44,54

Diamond league-podiumplaatsen
- 2019:  Meeting de Paris - 1.44,41